# Швидкі нарти на зимових Олімпійських іграх 1992
Спід-скіїнг був показовим видом спорту на зимових Олімпійських іграх 1992 року. Змагання відбулись у Лез-Арці, приблизно за 60 км від міста Альбервіля, що приймало Олімпіаду. 
У чоловічих змаганнях француз Майкл Прюфер з Савойї поліпшив свій власний світовий рекорд 1988 року на 5,558 км/год. Філіп Готщель, племінник французької лижниці, Маріель Готщель, був другим, а американець Джеффрі Хемілтон посів третє місце. Змагання були затьмарені смертю Ніколя Бочатай зі Швейцарії, який загинув вранці перед фіналом.
Тар'я Муларі з Фінляндії стала переможницею у жіночих змаганнях, досягши максимальної швидкості у 219,245 км/год, побивши попередній жіночий світовий рекорд 214,723 км/год.

## Чоловічій залік
| Place | Athlete                    | Speed   |
| ----- | -------------------------- | ------- |
| 1     | Майкл Прюфер (FRA)         | 229.299 |
| 2     | Маріель Готщель (FRA)      | 228.717 |
| 3     | Джеффрі Хемілтон (USA)     | 226.700 |
| 4     | Лаурен Систа (FRA)         | 225.000 |
| 5     | Клод Базил (FRA)           | 223.464 |
| 6     | Петр Какеш (TCH)           | 223.325 |
| 7     | Джеймс Морган (USA)        | 222.910 |
| 8     | Франц Вебер (AUT)          | 222.222 |
| 9     | Сільвано Мелі (SUI)        | 222.085 |
| 10    | Джон "СиДжей" Мюллер (USA) | 221.811 |

## Жіночий залік
| Place | Athlete                     | Speed   |
| ----- | --------------------------- | ------- |
| 1     | Тар'я Муларі (FIN)          | 219.245 |
| 2     | Лісс Петтерсон (NOR)        | 212.892 |
| 3     | Рената Коларова (SUI)       | 210.526 |
| 4     | Анна Морін (SWE)            | 209.790 |
| 5     | Мелісса Діміно-Сімонс (USA) | 203.620 |
| 6     | Ларк Фролек (CAN)           | 195.865 |
| 7     | Франсьоз Бегуі (FRA)        | 195.972 |
| 8     | Жакелін Блан (FRA)          | 199.115 |
| 9     | Ліза Павелл (NZL)           | 193.966 |
| 10    | Кирстен Кулвер (USA)        | 193.548 |